# 杜原款
杜原款（？—前656年），中国春秋时期晋国大臣，太子申生的师傅。 
前656年，骊姬诬陷申生要杀害晋献公，申生知道后，逃到新城。晋献公杀死杜原款。杜原款临死前，命小臣圉带话给申生，说自己没有辅佐好太子，希望申生能够自杀，以保全自己和君父的名誉。申生许诺，在曲沃自缢而死。